# كارل بروس
كارل بروس (بالإنجليزية: Karl Burrows)‏ هو لاعب سنوكر بريطاني، ولد في 17 ديسمبر 1967 في لندن في المملكة المتحدة.